# Filippo Messori
Filippo Messori (* 12. November 1973 in Modena) ist ein ehemaliger italienischer Tennisspieler.

## Karriere
Filippo Messori wurde 1994 Profi und war vor allem im Doppel aktiv. Auf der ATP Challenger Tour errang er in seiner Karriere sechs Turniersiege, auf der ATP World Tour gewann er 1997 an der Seite Cristian Brandis den Titel in San Marino. Darüber hinaus stand er auf der World Tour in zwei weiteren Endspielen, 1997 in Estoril mit Andrea Gaudenzi und 1998 nochmals mit Cristian Brandi in Casablanca. Die besten Notierungen in der ATP-Weltrangliste erreichte er 1996 im Einzel mit Position 138 sowie 1997 im Doppel mit Position 63.
Im Einzel konnte er sich nie für ein Grand-Slam-Turnier qualifizieren. In der Doppelkonkurrenz erreichte er 1997 sein bestes Resultat mit dem Einzug ins Achtelfinale der French Open. Bei den French Open und in Wimbledon erreichte er im selben Jahr die zweite Runde im Mixed.

## Turniersiege
| Legende                       |
| Grand Slam                    |
| Tennis Masters Cup            |
| ATP Masters Series            |
| ATP International Series Gold |
| ATP International Series (1)  |

### Doppel
| Nr. | Datum | Turnier    | Belag | Partner         | Finalgegner                | Ergebnis |
| --- | ----- | ---------- | ----- | --------------- | -------------------------- | -------- |
| 1.  | 1997  | San Marino | Sand  | Cristian Brandi | Brandon Coupe David Roditi | 7:5, 6:4 |